# No te vas a creer de qué va este episodio - ¡El tercer acto te sorprenderá!
«No te vas a creer de qué va este episodio - ¡El tercer acto te sorprenderá!» —título original: «You Won't Believe What This Episode Is About – Act Three Will Shock You!»— es el decimocuarto episodio de la trigésimatercera temporada de la serie de televisión de animación estadounidense Los Simpson, y el 720º episodio en total. Se emitió en Estados Unidos en Fox el 13 de marzo de 2022. El episodio fue dirigido por Jennifer Moeller y escrito por Christine Nangle. Es el primer episodio de Los Simpson protagonizado exclusivamente por mujeres.
En este episodio, Homer es enviado a un instituto para restaurar su imagen cuando unos vídeos suyos haciendo malas acciones se hacen virales y enfurecen al pueblo. Kumail Nanjiani interpretó a Theo. El episodio recibió críticas mixtas.

## Trama
Marge alquila una aspiradora nueva y manda a la familia fuera mientras ella limpia la casa. Homer deja a Bart y Lisa en un parque de camas elásticas, mientras él va a un parque para perros. Allí, Homer entabla una incómoda conversación con Lenny, que está demasiado entusiasmado con su nuevo perro. Homer se siente aliviado cuando Santa's Little Helper espanta al perro de Lenny y va a comprarle un helado como premio. Antes de entrar en la tienda, Homer baja las ventanillas y enciende el aire acondicionado; el Pequeño Ayudante de Papá Noel cierra las ventanillas y tira las llaves del coche mientras salta de emoción, haciendo que parezca que Homer lo ha encerrado en el coche. Muchos transeúntes se dan cuenta y publican información errónea sobre Homer, acusándole de haberlo hecho a propósito. Por este incidente, así como por olvidarse de recoger a Bart y Lisa del parque de camas elásticas, Homer se convierte en un paria del pueblo.
Como el odio contra Homer sigue extendiéndose, Lisa le implora que lea una disculpa al pueblo. En la iglesia, Homer tiene la oportunidad de subir al púlpito y hacer una declaración. En lugar de leer la disculpa de Lisa, insulta a la multitud por ser demasiado sensible, empujando por error al reverendo Lovejoy por la ventana mientras gesticula. Las imágenes del incidente se difunden por todo el mundo, los Simpson son objeto de repetidos ataques y Homer pierde su trabajo en la central eléctrica. Cuando la familia sale a cenar, conocen a Theo, que invita a Homer al Instituto: un lugar donde las personas falsamente culpadas en Internet pueden recuperar su reputación.
En el Instituto, Homer es puesto en un grupo con otros cuatro adultos en desgracia, entre ellos Helen Lovejoy («Karen la Limonada») y Kirk Van Houten («Papá de la caja de zumos»). Liderados por Theo, organizan actos de caridad pública, que son grabados y publicados en las redes sociales. El grupo fracasa y vuelve a ser acosado. Theo les habla de un «Código de Erradicación Universal» que ha inventado y que puede borrar medios específicos de todos los discos duros de la Tierra. El equipo irrumpe en la sede isleña de ChumNet, un infame sitio de «clickbait», para poner en práctica el código. Aparte de Homer, todos se distraen con los artículos llamativos que publica el sitio, y Homer llega solo a la sala de servidores. Al conectar el código, Homer se entera de que no sólo borrará todo rastro de las fechorías de su grupo, sino también los actos inmorales de los últimos líderes políticos. Theo revela que el Instituto se financió con este fin, y Homer detiene el código, leyendo en su lugar la nota de disculpa de Lisa a través de una emisión mundial. Todo el mundo perdona a Homer, incluida su familia, mientras que Theo recibe una paliza de varios partidarios del Instituto por su fracaso.

## Producción
Aunque el programa ya había contado con parejas de directoras y guionistas, ésta es la primera vez que las mujeres desempeñan los cuatro papeles principales de animación. Estas mujeres fueron la directora Jennifer Moeller, la ayudante de dirección Debbie Spafford, la temporizadora principal Esther Lee y la maquetadora principal Heejin Kim. Christine Nangle también fue acreditada como guionista del episodio.
Kumail Nanjiani interpreta a Theo, el hombre que dirige el Instituto. Además, este episodio supuso la primera vez que Jay Pharoah ponía voz a Drederick Tatum, sustituyendo a Hank Azaria. El cambio de actor formaba parte de un esfuerzo de los productores para que los actores blancos dejaran de poner voz a personajes no blancos.